# بوفالو (شهرستان مارکت، ویسکانسین)
بوفالو (به انگلیسی: Buffalo) یک منطقهٔ مسکونی در ایالات متحده آمریکا است که در شهرستان مارکت، ویسکانسین واقع شده‌است. بوفالو ۱۲۷٫۶ کیلومتر مربع مساحت و ۱٬۰۸۵ نفر جمعیت دارد و ۲۵۸ متر بالاتر از سطح دریا واقع شده‌است.